# لهچوو
لهچوو (به بلغاری: Lehchevo) یک منطقهٔ مسکونی در بلغارستان است که در استان مونتانا واقع شده‌است.
 لهچوو  ۱٬۹۵۴ نفر جمعیت دارد و ۷۱ متر بالاتر از سطح دریا واقع شده‌است.